# Scotopteryx herberti
Scotopteryx herberti là một loài bướm đêm trong họ Geometridae.